# Панамериканский чемпионат по дзюдо 2021
Панамериканский чемпионат по дзюдо 2021 года прошёл 15-16 апреля в городе Гвадалахара (Мексика). В соревнования приняли участие 116 спортсменов из 20 стран (64 мужчины и 52 женщины).

## Медалисты

### Мужчины
| Категория               | Золото                                       | Серебро                       | Бронза                                                               |
| ----------------------- | -------------------------------------------- | ----------------------------- | -------------------------------------------------------------------- |
| Суперлёгкая (до 60 кг)  | Ленин Прециадо · Эквадор                     | Стивен Мороко · Эквадор       | Дилмер Кале · Перу Мозес Росадо · Мексика                            |
| Полулёгкая (до 66 кг)   | Уильям Лима · Бразилия                       | Орландо Поланко · Куба        | Уандер Матео · Доминиканская Республика Хуан Постигос · Перу         |
| Лёгкая (до 73 кг)       | Магдиэл Эстрада · Куба                       | Алонсо Вонг · Перу            | Гильберто Кордосо · Мексика Хулиан Санчо · Коста-Рика                |
| Полусредняя (до 81 кг)  | Гильерме Шмидт · Бразилия                    | Эммануэль Люсенти · Аргентина | Самуэль Аяла · Мексика Медиксон дель Орбе · Доминиканская Республика |
| Средняя (до 90 кг)      | Роберт Флорентино · Доминиканская Республика | Рафаэль Мацедо · Бразилия     | Франциско Баланта · Колумбия Юта Галаррета · Перу                    |
| Полутяжёлая (до 100 кг) | Кайл Райс · Канада                           | Томас Бричено · Чили          | Леонардо Гонсалес · Бразилия Натаниэль Кив · США                     |
| Тяжёлая (свыше 100 кг)  | Рафаэл Силва · Бразилия                      | Дэвид Моура · Бразилия        | Серхио дель Сол · Мексика Фредди Фигуэроа · Эквадор                  |

### Женщины
| Категория              | Золото                     | Серебро                      | Бронза                                                    |
| ---------------------- | -------------------------- | ---------------------------- | --------------------------------------------------------- |
| Суперлёгкая (до 48 кг) | Мэри ди Варгас · Чили      | Габриэла Чибана · Бразилия   | Наталья Бригида · Бразилия Луз Пена · Эквадор             |
| Полулёгкая (до 52 кг)  | Ларисса Пимента · Бразилия | Анджелика Дельгадо · США     | Кэйтлин Джаррелл · США Кристина Хименес · Панама          |
| Лёгкая (до 57 кг)      | Арнаес Оделин · Куба       | Кэйтлин Насименто · Бразилия | Джессика Перейра · Бразилия Кэлли Дегучи · Канада         |
| Полусредняя (до 63 кг) | Кетлейн Квадрус · Бразилия | Приска Авити · Мексика       | Алиша Гэйлс · США Эстефания Гарсия · Эквадор              |
| Средняя (до 70 кг)     | Эллен Сантана · Бразилия   | Селинда Корозо · Эквадор     | Шантал Райт · США                                         |
| Полутяжёлая (до 78 кг) | Ванесса Чала · Эквадор     | Калема Антомарчи · Куба      | Карен Леон · Венесуэла Нефели Пападакис · США             |
| Тяжёлая (свыше 78 кг)  | Беатрис Соуза · Бразилия   | Нина Кутро-Келли · США       | Присцила Мартинес · Мексика Мелисса Моджика · Пуэрто-Рико |

## Общий медальный зачёт
*   Принимающая страна (Мексика)
| Место           | Страна                   | Золото | Серебро | Бронза | Всего |
| --------------- | ------------------------ | ------ | ------- | ------ | ----- |
| 1               | Бразилия                 | 7      | 4       | 3      | 14    |
| 2               | Эквадор                  | 2      | 2       | 3      | 7     |
| 3               | Куба                     | 2      | 2       | 0      | 4     |
| 4               | Чили                     | 1      | 1       | 0      | 2     |
| 5               | Доминиканская Республика | 1      | 0       | 2      | 3     |
| 6               | Канада                   | 1      | 0       | 1      | 2     |
| 7               | США                      | 0      | 2       | 5      | 7     |
| 8               | Мексика*                 | 0      | 1       | 5      | 6     |
| 9               | Перу                     | 0      | 1       | 3      | 4     |
| 10              | Аргентина                | 0      | 1       | 0      | 1     |
| 11              | Венесуэла                | 0      | 0       | 1      | 1     |
| 11              | Колумбия                 | 0      | 0       | 1      | 1     |
| 11              | Коста-Рика               | 0      | 0       | 1      | 1     |
| 11              | Панама                   | 0      | 0       | 1      | 1     |
| 11              | Пуэрто-Рико              | 0      | 0       | 1      | 1     |
| Всего стран: 15 | Всего стран: 15          | 14     | 14      | 27     | 55    |